# Porosalvania
Porosalvania is een geslacht van weekdieren uit de klasse van de Gastropoda (slakken).

## Soorten
- Porosalvania angulifera Gofas, 2007
- Porosalvania decipiens Gofas, 2007
- Porosalvania diaphana Gofas, 2007
- Porosalvania hydrobiaeformis Gofas, 2007
- Porosalvania profundior Gofas, 2007
- Porosalvania semisculpta Gofas, 2007
- Porosalvania solidula Gofas, 2007
- Porosalvania vixplicata Gofas, 2007